# 中間宿主
中間宿主（ちゅうかんしゅくしゅ、intermediate host）とは、ある種の寄生虫において幼生期の発育を行い、成虫が有性生殖を行う宿主が別の動物である場合の宿主。これに対して成虫が有性生殖を行う宿主を終宿主と呼ぶ。一般に中間宿主を必要とする種では仮に中間宿主を介さず、終宿主に侵入したとしてもその生活環は完成しない。例外としてトキソプラズマ Toxiplaspa gondii ではヒトやブタなどが中間宿主であり、ネコが終宿主であるが、中間宿主を介さずネコに移行しても生活環は完成する。また、旋毛虫（Trichinella spiralis など）ではその生活環に複数の動物を必要とするが、同種動物間によっても生活環は完成するため、中間宿主と終宿主の区別がないといえる。発育過程に複数の中間宿主を必要とする種も存在し、その場合は前期の発育を行う宿主を第一中間宿主、後期の発育を行う宿主を第二中間宿主と呼ぶ。例として槍型吸虫 Dicrocoelium chinensis ではヤマホタルガイが第一中間宿主、クロヤマアリが第二中間宿主であり、ヒツジ、シカ、ウシなどが終宿主である。発育に必ずしも必要でないが、中間宿主と終宿主の橋渡しの役割を果たすことのできる宿主を待機宿主と呼ぶ。